# Parigi-Bourges 1995
La Parigi-Bourges 1995, quarantacinquesima edizione della corsa e valevole come prova del circuito UCI categoria 1.3, si svolse il 12 ottobre 1995 su un percorso di 209 km. Fu vinta dall'italiano Daniele Nardello che giunse al traguardo con il tempo di 4h22'42", alla media di 47,73 km/h.

## Ordine d'arrivo (Top 10)
| Pos. | Corridore               | Squadra         | Tempo    |
| ---- | ----------------------- | --------------- | -------- |
| 1    | Daniele Nardello        | Mapei           | 4h22'42" |
| 2    | Lars Michaelsen         | Festina         | a 15"    |
| 3    | Jean-Pierre Heynderickx | Collstrop       | s.t.     |
| 4    | Christian Henn          | Deutsche Telek. | s.t.     |
| 5    | Andrea Peron            | Motorola        | s.t.     |
| 6    | Sven Teutenberg         | Novell          | s.t.     |
| 7    | Wim Feys                | Vlaanderen2002  | s.t.     |
| 8    | Francis Moreau          | GAN             | s.t.     |
| 9    | Pascal Chanteur         | Chazal          | a 42"    |
| 10   | Christophe Moreau       | Festina         | s.t.     |